# 越竹航空
越竹航空是越南的一間航空公司，該公司是由魏志華創設的，是越南的第五家航空，第二家私營航空公司，2019年1月中開始運營，1個月內以開闢10條國內航線。經營由归仁及河內出發的國內線以及亞洲區域國際線。

## 历史

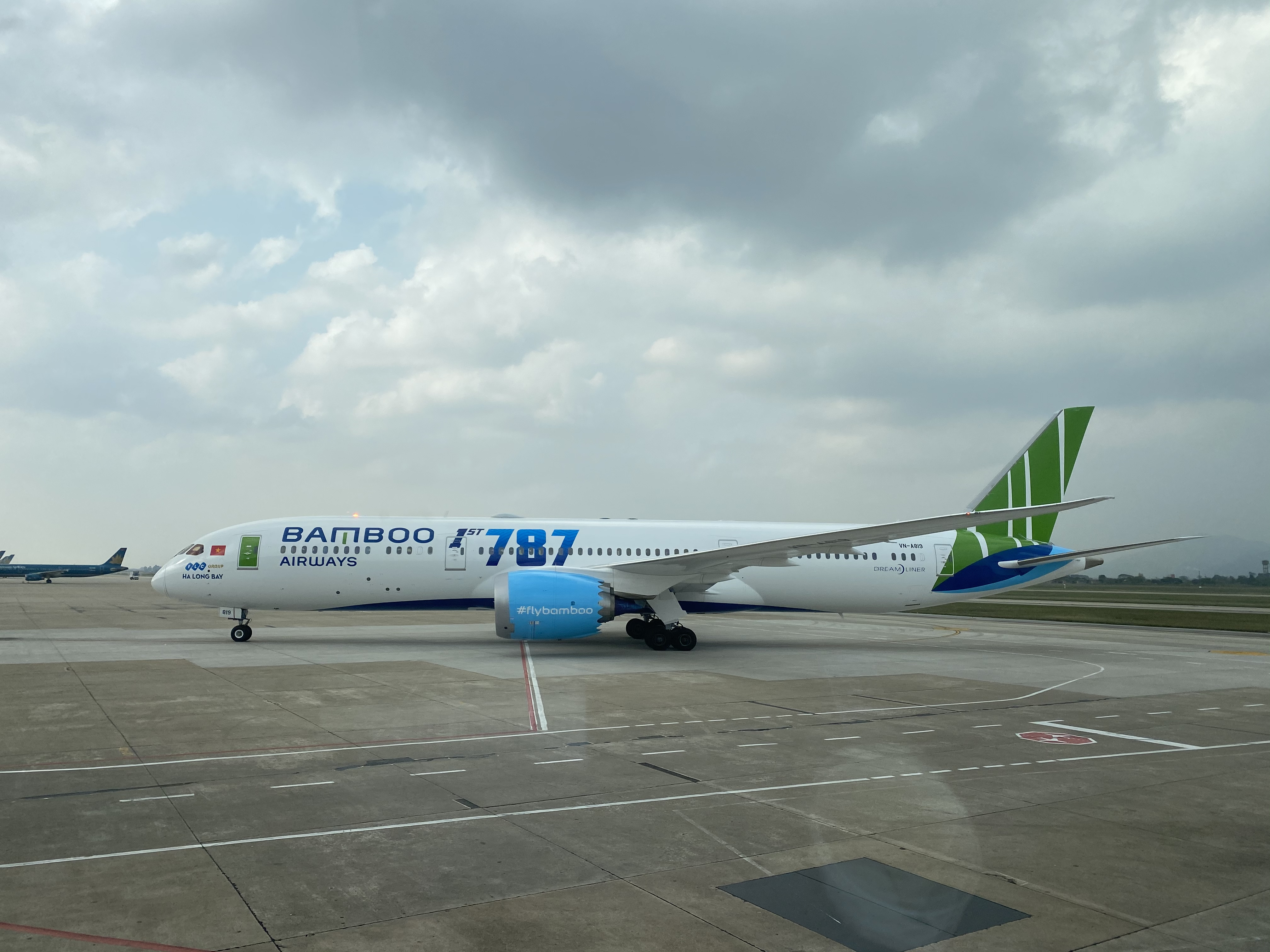
越竹航空波音787客机于内排国际机场

2018年3月14日， 越南地产巨头FLC集团周二表示将为越竹航空订购24架A321neo，价值约30亿美元。
2018年3月14日， 越南地产巨头FLC集团確認購入20架787-9型號客機。有關合約面值為56億美元（436.8億港元）。 
2018年11月自越南交通部取得營運許可，預計年底首航。
2019年1月16日正式首航。
2019年6月18日越竹航空第一條國際線台北峴港首航。
2019年12月20日越竹航空執行台北來往河內航班的首航。

## 航點
越竹航空的目標是建立100條航線，含越南冷門航點、亞洲地區，最終計劃是飛向北美地區。
而根據航空公司日前宣布其第一條正式定期國際航線將選擇台北，並以台北為中繼點飛向北美。

### 國內線
- 河內 ─ 內排國際機場（樞紐）
- 胡志明市 ─ 新山一國際機場（樞紐）
- 峴港 ─ 峴港國際機場（樞紐）
- 芽莊 ─ 金蘭國際機場
- 大叻 ─ 蓮姜機場
- 順化 ─ 富牌國際機場
- 海防 ─ 吉碑國際機場
- 歸仁 ─ 符吉機場
- 榮市 ─ 榮市國際機場
- 邦美蜀 ─ 邦美蜀機場
- 富國島 ─ 富國國際機場
- 洞海 ─ 洞海機場
- 廣南省 ─ 茱萊機場
- 芹苴 ─ 芹苴國際機場
- 清化 ─ 壽春機場
- 绥和 ─ 綏和機場

### 國際線
- 天津 ─ 天津國際機場 ─ 河內
- 麗江 ─ 麗江三義國際機場 ─ 河內
- 新加坡 ─ 樟宜國際機場 ─ 河內、胡志明市
- 曼谷 ─ 素萬那普機場 ─ 河內、胡志明市

#### 包機
- 河內─茨城機場（日本）※2019年日本黃金周臨時包機（4月28日－5月2日每日運行一次來回）。[12]
- 峴港─臺中國際機場（台灣）
- 芽莊─澳門國際機場 ※2023年4月2日起開通，每周四班包機，相關單位為澳門葡京旅行社[13]。
- 富國島-桃園國際機場（台灣）
- 富國島-高雄國際機場（台灣）